# Шоле (округ)
Шоле (фр. Cholet) — округ (фр. Arrondissement) во Франции, один из округов в регионе Страна Луары. Департамент округа — Мен и Луара. Супрефектура — Шоле.
Население округа на 2006 год составляло 193 112 человек. Плотность населения составляет 117 чел./км². Площадь округа составляет всего 1646 км².